# Magnum (grad)
Municipij Magnum je bio antički grad koji se nalazio u jugoistočnom dijelu Petrova polja na Balinoj glavici i njenom podnožju, na području današnjih Umljanovića u Općini Ružić, u blizini Drniša. Magnum se razvio na lokaciji prapovijesnog delmatskog naselja Sinodija, a nastanak Magnuma može se datirati u vrijeme nakon konačnog pokoravanja Ilirika, u 1. ili 2. stoljeću nakon Krista. U isto to vrijeme Magnum dobiva status municipija.
Za razliku od Sinodija, koji je bio smješten na Balinoj glavici, urbanizirano područje Magnuma se prostiralo u njenom podnožju i bilo je omeđeno rijekom Čikolom sa sjevera (s čijeg obližnjeg izvora se Magnum najvjerojatnije napajao vodom), današnjom cestom Drniš – Split na jugu i jugozapadu te Balinom glavicom na sjeveroistoku. Dužina arheološkog lokaliteta iznosi kilometar i pol, a širina pola kilometra. O veličini Magnuma, osim arheoloških ostataka koji su vidljivi već nakon plitkog iskopa, govori i njegovo ime – riječ magnum na latinskom znači velik.
O tome kako je i kada propao Magnum nema pisanih tragova, no zadnji poznati spomen Magnuma je iz 533. godine na drugom salonitanskom crkvenom saboru. Nakon propasti Magnuma, materijal s lokaliteta korišten je za izgradnju objekata u susjednim naseljima, što je vidljivo iz velike količine antičkog materijala uzidanog u kuće u Umljanovićima te u kuće i crkvu sv. Ilije u Kljacima.
Magnum je prikazan je na Tabuli Peutingeriani na trasi Salona – Andetrium – Magnum – Promona – Burnum.